# Valões
Valões é uma povoação portuguesa do Município de Vila Verde que foi sede da Freguesia de Valões, freguesia que tinha 4,00 km² de área e 195 habitantes (2011), e, por isso, uma densidade populacional de 48,8 hab/km².
A Freguesia de Valões foi extinta (agregada) em 2013, no âmbito de uma reforma administrativa nacional, para, em conjunto com Atães, Covas, Penascais e Codeceda, formar uma nova freguesia denominada União das Freguesias do Vade.

## População
| População da freguesia de Valões | População da freguesia de Valões | População da freguesia de Valões | População da freguesia de Valões | População da freguesia de Valões | População da freguesia de Valões | População da freguesia de Valões | População da freguesia de Valões | População da freguesia de Valões | População da freguesia de Valões | População da freguesia de Valões | População da freguesia de Valões | População da freguesia de Valões | População da freguesia de Valões | População da freguesia de Valões |
| -------------------------------- | -------------------------------- | -------------------------------- | -------------------------------- | -------------------------------- | -------------------------------- | -------------------------------- | -------------------------------- | -------------------------------- | -------------------------------- | -------------------------------- | -------------------------------- | -------------------------------- | -------------------------------- | -------------------------------- |
| 1864                             | 1878                             | 1890                             | 1900                             | 1911                             | 1920                             | 1930                             | 1940                             | 1950                             | 1960                             | 1970                             | 1981                             | 1991                             | 2001                             | 2011                             |
| 302                              | 289                              | 247                              | 238                              | 288                              | 280                              | 248                              | 317                              | 357                              | 312                              | 288                              | 253                              | 231                              | 183                              | 195                              |

## História
Em 1840 pertencia ao concelho de Aboim da Nóbrega. Passou depois, pelo decreto de 31 de dezembro de 1853, para o concelho de Pico de Regalados. Quando este foi extinto em 24 de outubro de 1855, passou para o concelho de Vila Verde.

## Lugares
- Cotinhas
- Custeira
- Estremadouro
- Goujar
- Igreja
- Lama
- Murteira
- Outeiro
- Premedelos
- Rego
- Sequeiró